# Sandra Nilsson
Sandra Nilsson (Ystad, 17 de febrero de 1986) es una modelo sueca.

## Biografía
Nilsson recibió sus primeras ofertas de modelaje a los 14 años de una agencia de modelos francesa. Sin embargo, los rechazó debido a su corta edad. A los 16 años, finalmente firmó un contrato de modelo con la agencia sueca Lua Models y comenzó su carrera de modelo.
Durante su carrera, Nilsson fue coronada como Miss Salming (Suecia), Miss Mundo Bikini Model (Malta), Miss UE (Italia), Miss Sirena (Serbia) y Miss Hawai. Posteriormente apareció en varias revistas, calendarios y anuncios.
En 2006, fue elegida la séptima mujer más bella de Suecia. En 2008, fue la Playmate del mes de enero en la revista estadounidense Playboy tras ser descubierta en el Festival de Cannes por Keith Hefner, el hermano menor del fundador de Playboy, Hugh Hefner.
También ha aparecido en el programa de modelos Scandinavian's Next Topmodel, el equivalente sueco de Next Topmodel de Alemania.
Nilsson habla tres idiomas: sueco, danés e inglés. Mantuvo una relación sentimental con el diseñador italiano Roberto Cavalli, con quien tuvo un hijo en 2023, desde 2010 hasta el fallecimiento de Cavalli en 2024.